# Hora ROA
La hora ROA es la establecida por Real Instituto y Observatorio de la Armada en San Fernando, Cádiz, siendo esta la hora oficial de España.

## Métodos de difusión
El ROA difunde la hora oficial de España:
1. Vía telefónica (Tfno.: +34 956 59 94 29), siguiendo un protocolo de difusión de información horaria ampliamente extendido entre los laboratorios de referencia nacionales de tiempo y frecuencia y los usuarios en Europa (European Telephone Code Standard). El accesso está limitado a dos minutos por llamada y admite llamadas internacionales.
2. Protocolo NTP (Network Time Protocol), a través de dos servidores de internet situados en San Fernando («hora.roa.es» y «minuto.roa.es», ambos alcanzables en «ntp.roa.es»).
3. Protocolo NTS (Network Time Security), mediante un servidor que responde a este protocolo («nts1.roa.es»).